# Église Sainte-Marie-Madeleine d'Azay-sur-Cher
Pour les articles homonymes, voir Église Sainte-Marie-Madeleine.
L'église Sainte-Marie-Madeleine d'Azay-sur-Cher est une église paroissiale affectée au culte catholique dans la commune française d'Azay-sur-Cher, dans le département d'Indre-et-Loire.
Le clocher (XVe siècle) de cette église largement remaniée jusqu'au XIXe siècle est inscrit comme monument historique en 1947.

## Localisation
L'église est construite dans le centre d'Azay-sur-Cher, entre le Cher au nord et la D 976 au sud.
Sa nef s'ouvre vers le nord-ouest tandis que son chœur pointe vers le sud-est.

## Histoire
L'édifice est l'objet de nombreuses modifications au fil des siècles. Le clocher et la chapelle qu'il surmonte datent du XVe siècle et sont les parties les plus anciennes de l'église. La nef est reconstruite en 1790 et l'église est agrandie en 1856-1857 sur les plans de l'architecte diocésain Gustave Guérin. Le décor intérieur est dû au curé d'Azay-sur-Cher entre 1856 et 1880.
Le clocher est inscrit comme monument historique par arrêté du 6 mars 1947.

## Description

### Architecture
L'église se compose d'une nef à laquelle fait suite un chœur terminé par une abside semi-circulaire. Le clocher prend place au sud du chœur. Au nord, symétriquement, se trouve une sacristie.
L'élément architectural le plus remarquable de cette église est son clocher, de plan carré à sa base avec des contreforts à chaque angle, mais dont la flèche octogonale en pierre est percée de lucarnes. Le rez-de-chaussée de ce clocher est occupé par une chapelle seigneuriale voûtée en croisée d'ogives.

### Décor et mobilier

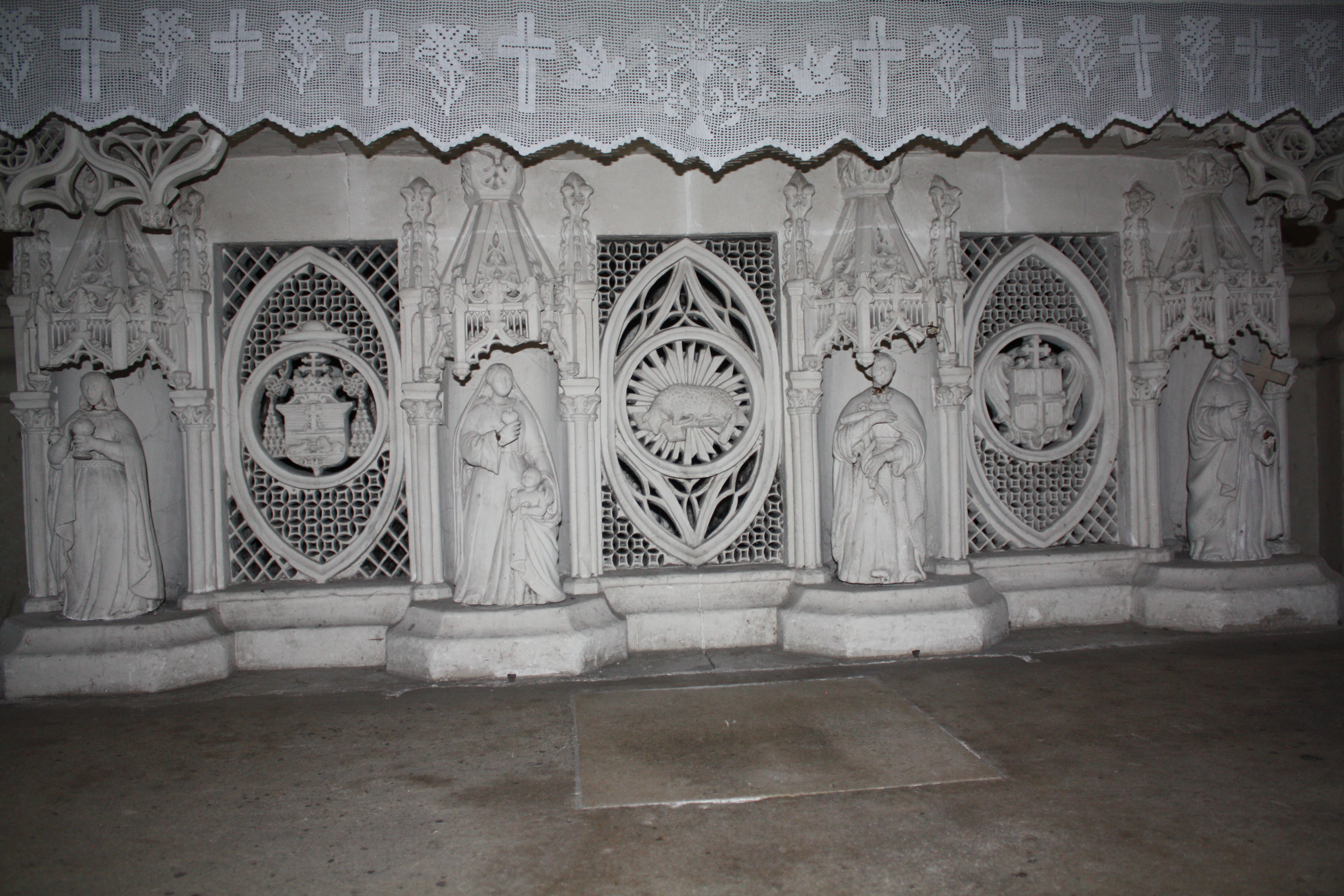
Élément du décor de l'église.

Au début de la seconde moitié du XIXe siècle, le maître verrier Lucien-Léopold Lobin conçoit les vitraux de l'église. Dans les trois décennies qui suivent, le curé d'Azay-sur-Cher refait toute la décoration intérieure de l'église en style néogothique.
La cloche « Marie-Magdeleine », fondue en 1736, est classé comme objet monument historique.

## Pour en savoir plus